# Progeria
Progeria ( /proʊˈdʒɪəriə/) (hội chứng progeria Hutchinson–Gilford, HGPS, hội chứng progeria) là một bệnh di truyền cực kỳ hiếm, triệu chứng bề ngoài là lão hóa xuất hiện rất sớm. Progeria là một trong nhiều hội chứng progeroid. Từ progeria ghép từ hai từ tiếng Hy Lạp: "pro" (πρό), nghĩa là "tiền", "trước", và "gēras" (γῆρας), nghĩa là "tuổi già". Hội chứng này xuất hiện với tỉ lệ rất thấp, chỉ khoảng 1 trên 8 triệu trẻ. Những người bị Progeria thường chỉ sống được từ thiếu niên đến đầu hai mươi.
Các nhà khoa học dành sự quan tâm đặc biệt tới Progeria vì có lẽ nó sẽ giúp hé lộ một số điều về quá trình lão hóa.